# Martinská dědičná štola
Martinská dědičná štola (také Rychvaldská dědičná štola) byla důlní dílo dlouhé 2713 m ražené v letech 1839–1841 a sloužila k odvodnění dobývacích polí jam Bedřich, Karel a Evžen v Petřvaldské části. Štolu nechal razit hrabě Heinrich Larisch-Mönnich (1821–1859). V roce 1863 byla jednou ze čtyř dědičných štol v Ostravsko - karvinské uhelné pánvi.

## Historie
V důlním poli Jindřichovo štěstí v roce 1835 byla doložena uhelná sloj na jámě Bedřich. Potřeba zvýšení těžby uhlí v petřvaldské části hraběte Larisch-Mönnicha nestačily jen plytké šachtice. Bylo potřeba prohlubovat jámy a s tím vznikal problém odvodnění jam. Propojením jam Bedřich a Karel štolou a pokračováním k jámě Florentína, kde později byla zaražena jáma Evžen měla být odváděná důlní voda do petřvaldské stružky. V místě jámy Evžen byla napojena další krátká štola, která byla ražena z nedaleké jámy Jindřich. Konečné dílo dědičné štoly bylo raženo ve směru na sever do nejnižšího místa Rychvaldské stružky. Martinská dědičná štola dosáhla délky 2713 metrů. Procházela katastry Petřvaldu, Poruby (u Orlové) a ústila na katastru Rychvald. Martinská dědičná štola procházela slojemi Barbora, Fanny a Konrád III nadložní, její úklon dosahoval 0,5 promile – k odvodnění dostačující. V severní části štoly, na území Poruby, byly vyraženy světlíky (celkem šest), které sloužily především k odtěžení vyrubané horniny a později k větrání. Ražba byla ukončena v roce 1841. Pro rychlost se kterou byla ražena se nabízejí tyto důvody:
1. ražba probíhala z několika míst současně. Na jihu z jam Bedřich a Karel, ve střední části z jámy Florentína a dalších jam na sever.
2. ražba probíhala, na rozdíl od nejdelší Jaklovecké dědičné štoly, částečně v uhelné sloji -od jámy Bedřich až po jámu Staviska. Kámen vyražený ze štoly mohl být uložen ve vyuhlených místech a tudíž nemusel být odvážen daleko a vytahován na povrch.
3. štola byla ve výdřevě, jak prokázaly průzkumné vrty.[1][4] Vyzdění štoly bylo u vyústění k Rychvaldské stružce.[1]

Martinská štola sloužila svému účelu zhruba 40 let, tedy v období, kdy byly rubány uhelné sloje nad nebo v úrovni štoly. Podrubáním štoly došlo k narušení její schopnosti odvádět vodu a štola byla postupně likvidována. Jámy, které byly na štole vybudovány zvláště jámy Bedřich, Karel, Nálezná a Světlík IV sloužily později po svém prohloubení jako jámy těžní nebo byly součástí větrání důlního pole dolů Jindřich a Evžen.

### Martinská štola s jámami, které byly nebo mohly být součástí štoly
údaje v tabulce dle
| Název                                | účel                        | hloubka nebo délka [m] | rok založení | zrušeno     | lokalita | Poznámka                         |
| ------------------------------------ | --------------------------- | ---------------------- | ------------ | ----------- | -------- | -------------------------------- |
| Martinská štola ústí                 | dědičná štola               | 2713                   | 1838         | 19. století | Rychvald | Jindřichovo štěstí               |
| Světlík I                            | větrní                      |                        | po 1838      |             | Poruba   | Mělké doly LM                    |
| Světlík II                           | větrní                      |                        | po 1838      |             | Poruba   | Mělké doly LM                    |
| Světlík III Permon                   | větrní                      |                        | po 1838      |             | Poruba   | Mělké doly LM                    |
| Světlík pomocný                      | větrní                      |                        | po 1838      |             | Poruba   | Mělké doly LM                    |
| Světlík IV                           | větrní                      | 176,1                  | po 1838      |             | Poruba   | Mělké doly LM                    |
| Florentina                           | víceúčelová                 |                        | před 1837    |             | Petřvald | Jindřichovo štěstí               |
| Martin I                             | kutací, nálezná             |                        | 1842         | 19. století | Petřvald |                                  |
| Martin II                            | kutací                      |                        | 1842         | 19. století | Petřvald |                                  |
| Jáma Jakub/ Evžen/ Čs. pionýr/ Evžen | kutací těžní                | 626                    | 1962         | 1973        | Petřvald | těžba 1862 až 1972               |
| Kutací I                             | kutací, nálezná             |                        | 1830–1840    |             | Petřvald |                                  |
| Staviska                             | kutací, víceúčelová         |                        | 1830–1840    |             | Petřvald | Jindřichovo štěstí               |
| Kutací XI                            | kutací                      |                        | 1830–1840    |             | Petřvald |                                  |
| Karel                                | kutací, víceúčelová, větrní | 165,3                  | 1830–1840    | kolem 1885  | Petřvald | Jindřichovo štěstí/ důl Jindřich |
| Bedřich                              | kutací, víceúčelová         | 72,8                   | 1835         | 1884        | Petřvald | důl Jindřich/ hr. Deym           |

Na Martinskou štolu byla napojena krátká štola v místech, kde byla později vyhloubena jáma Evžen. Tato štola odváděla důlní vody z jam Nálezná, Nálezná III – Fund, Kutací II, Tovární a Jindřich (hr. Deym).

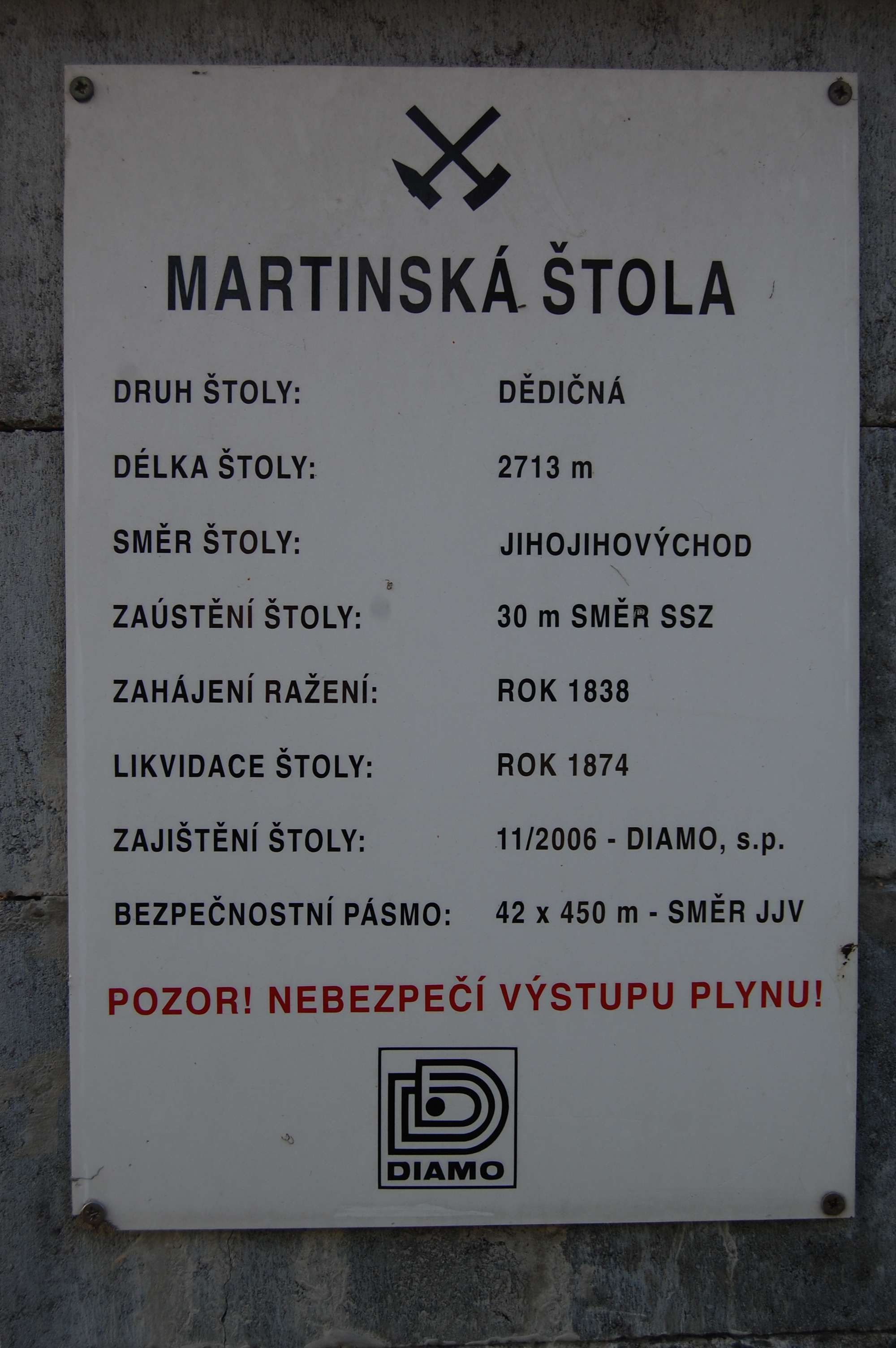
Martinská dědičná štola

## Zajištění ústí Martinské dědičné štoly
Ústí Martinské dědičné štoly je v blízkosti silnice č II/470 Rychvald – Orlová. Štola je ražena pod touto silnicí jihovýchodním směrem přes katastrální území Poruba u Orlové až do Petřvaldu u Karviné. Průzkumnými vrty bylo zjištěno:
- štola je vyplněná vodou, která samovolně vyvěrá do Rychvaldské stružky.
- ústí štoly – strop štoly – se nachází pod úrovní hladiny potoka.
- štola byla vyztužena dřevem do veřejové vazby s kamennou zakládkou za pažení z dřevěné kulatiny.

K zajištění štoly byly podniknuty tyto kroky:
- volný prostor pod vozovkou byl vyplněn řídkou betonovou směsí.
- nadloží štoly (celík mezi štolou a silnicí) bylo zpevněno proinjektováním polyuretanovou pryskyřicí.
- pro zachování funkce odvádění vod štolou byla vybudována sběrná šachtice[p. 2] s přepadovým potrubím. Potrubí vede pod silnicí II/470 a ústí do potoka.

## Fotogalerie

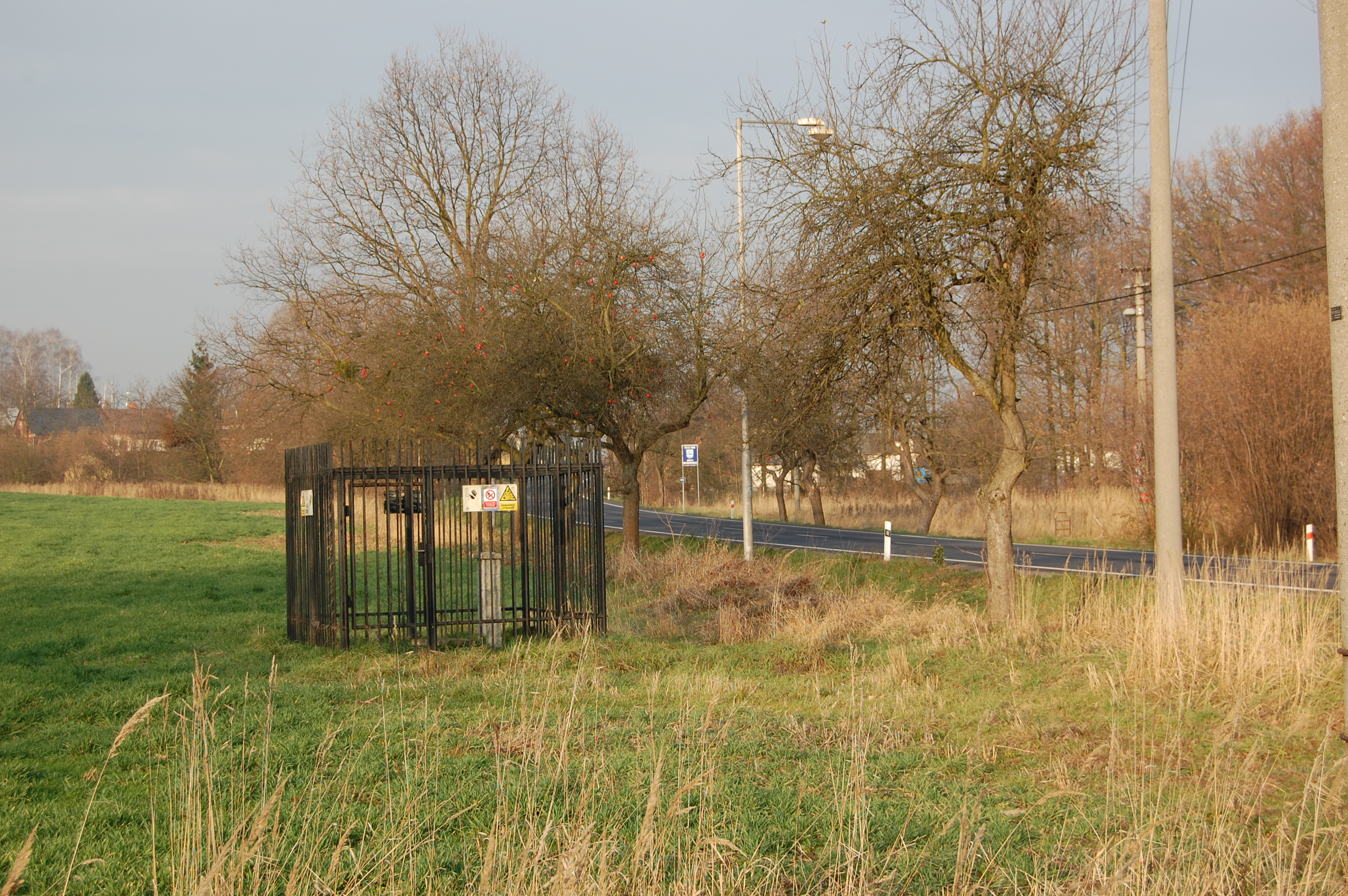
Martinská dědičná štola, ústí štoly
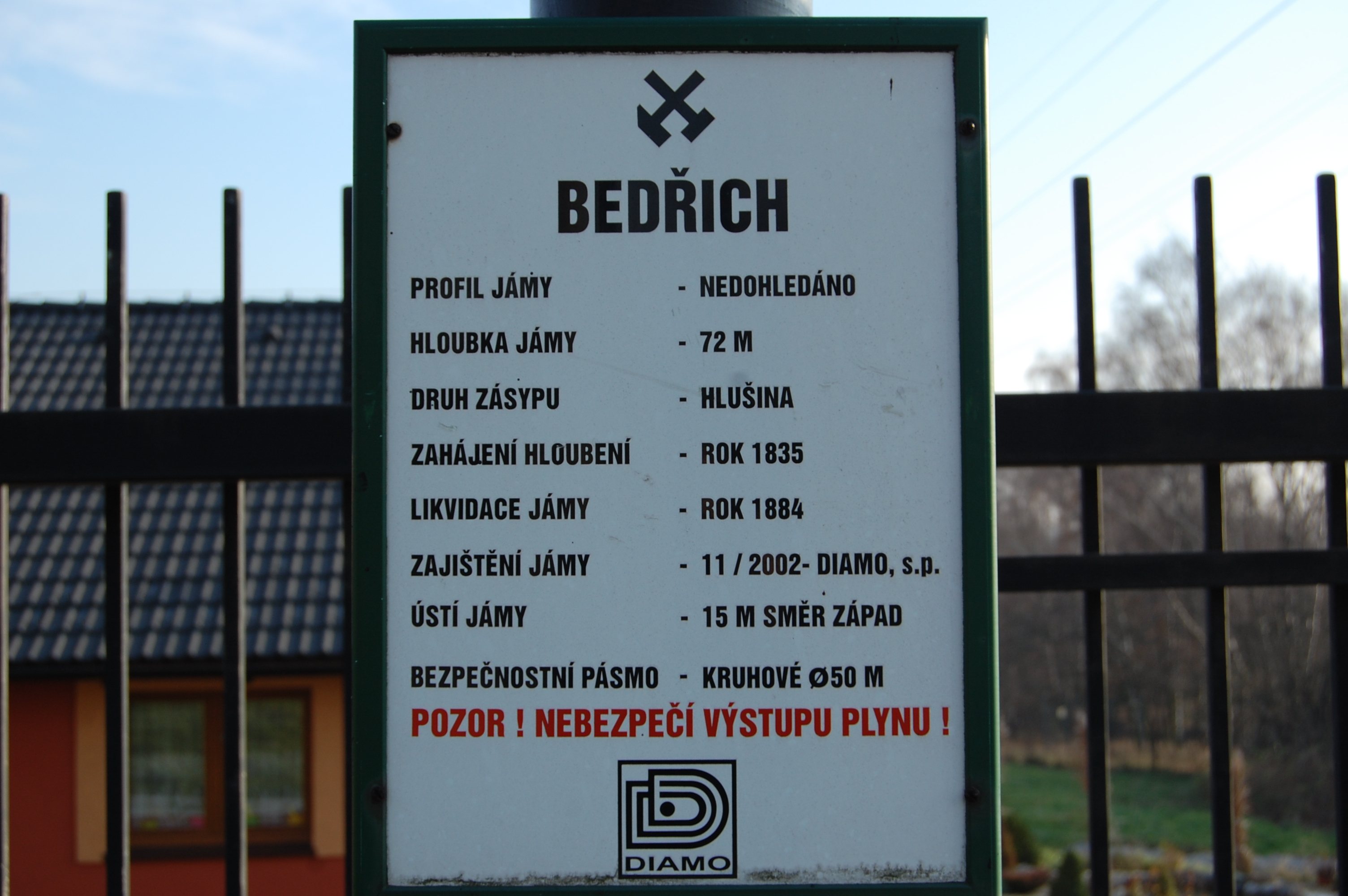
Jáma Bedřich
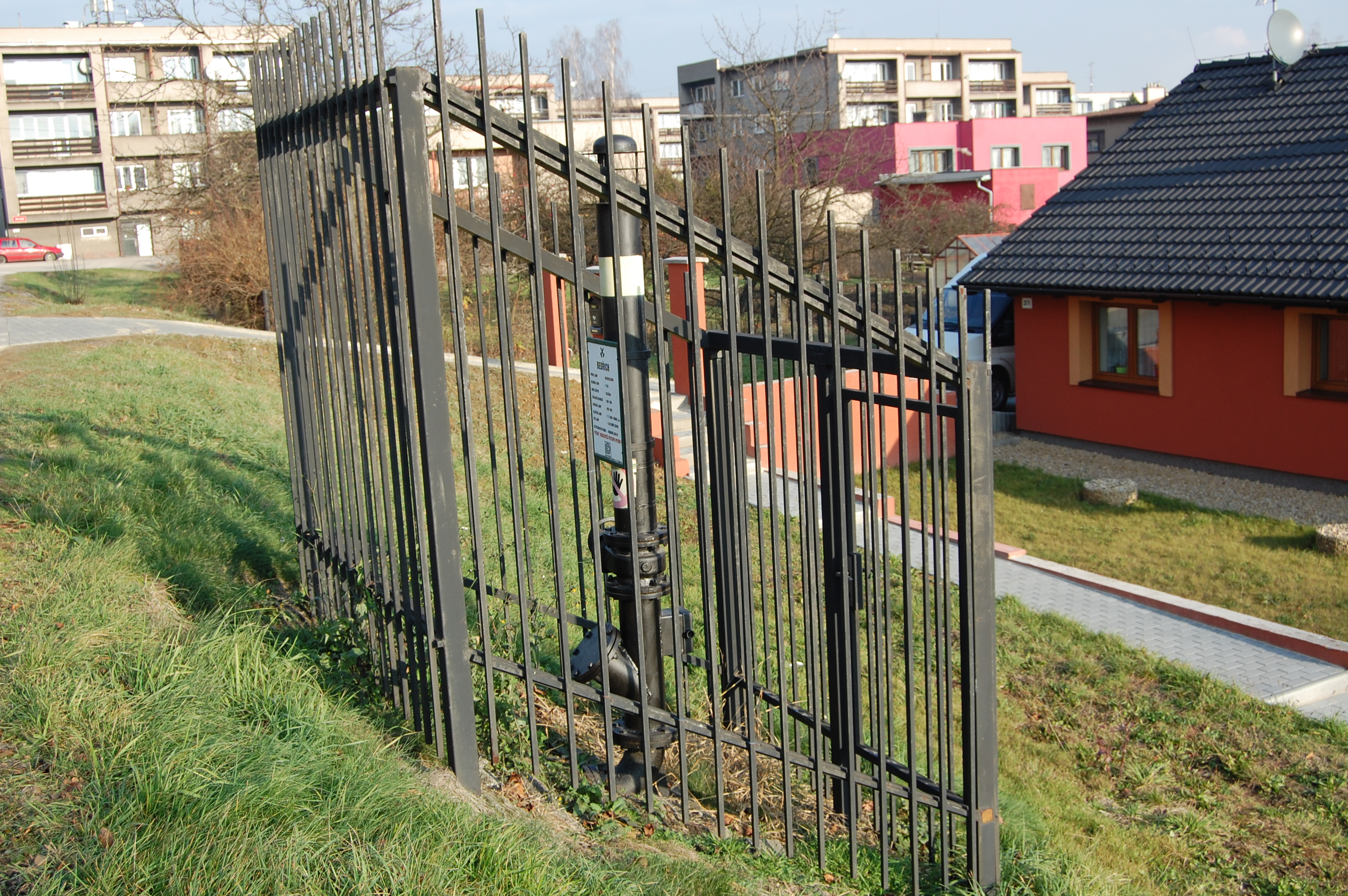
Jáma Bedřich, odfukový komínek
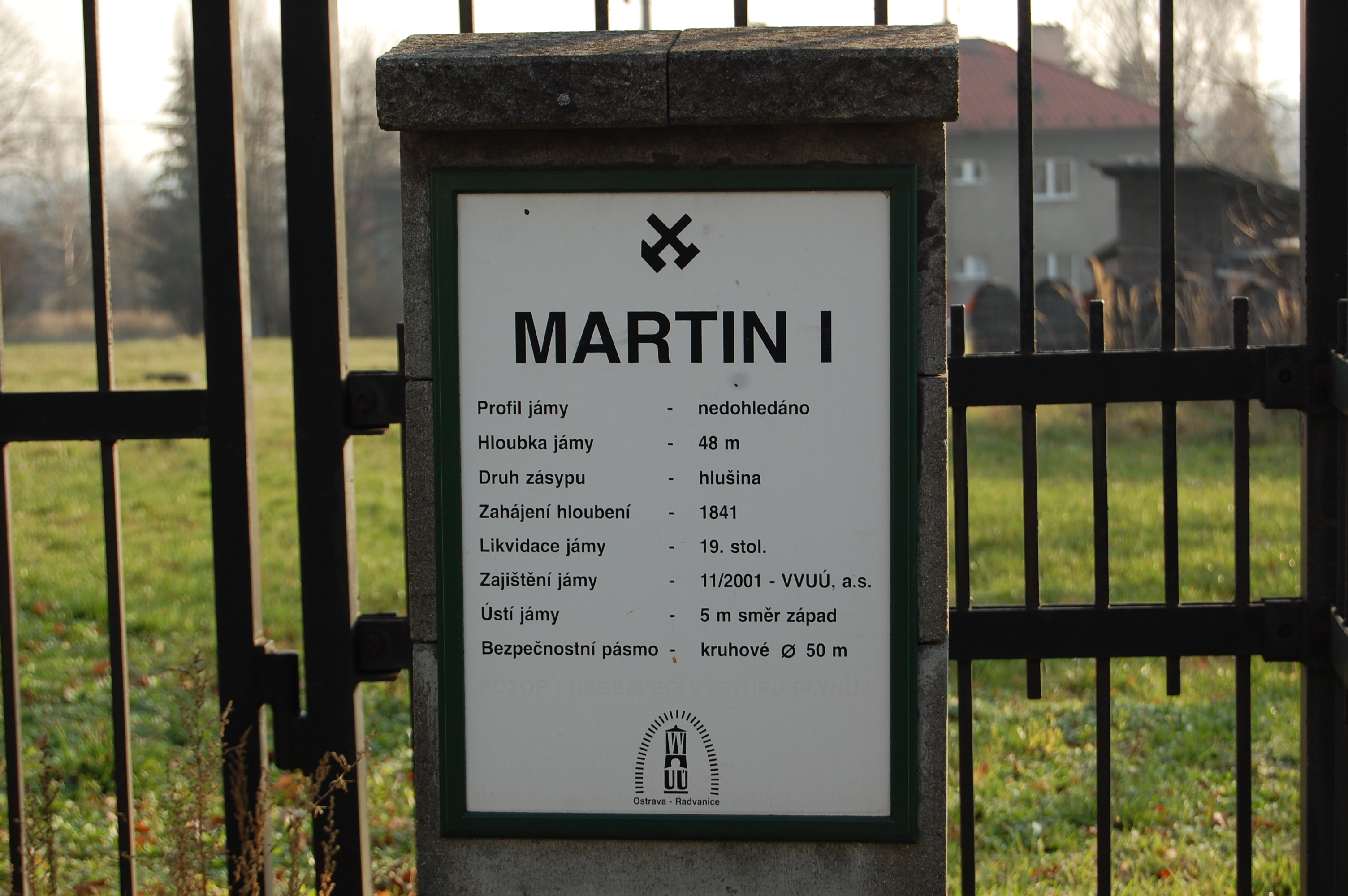
Jáma Martin I, v Orlové-Porubě, informační tabule.
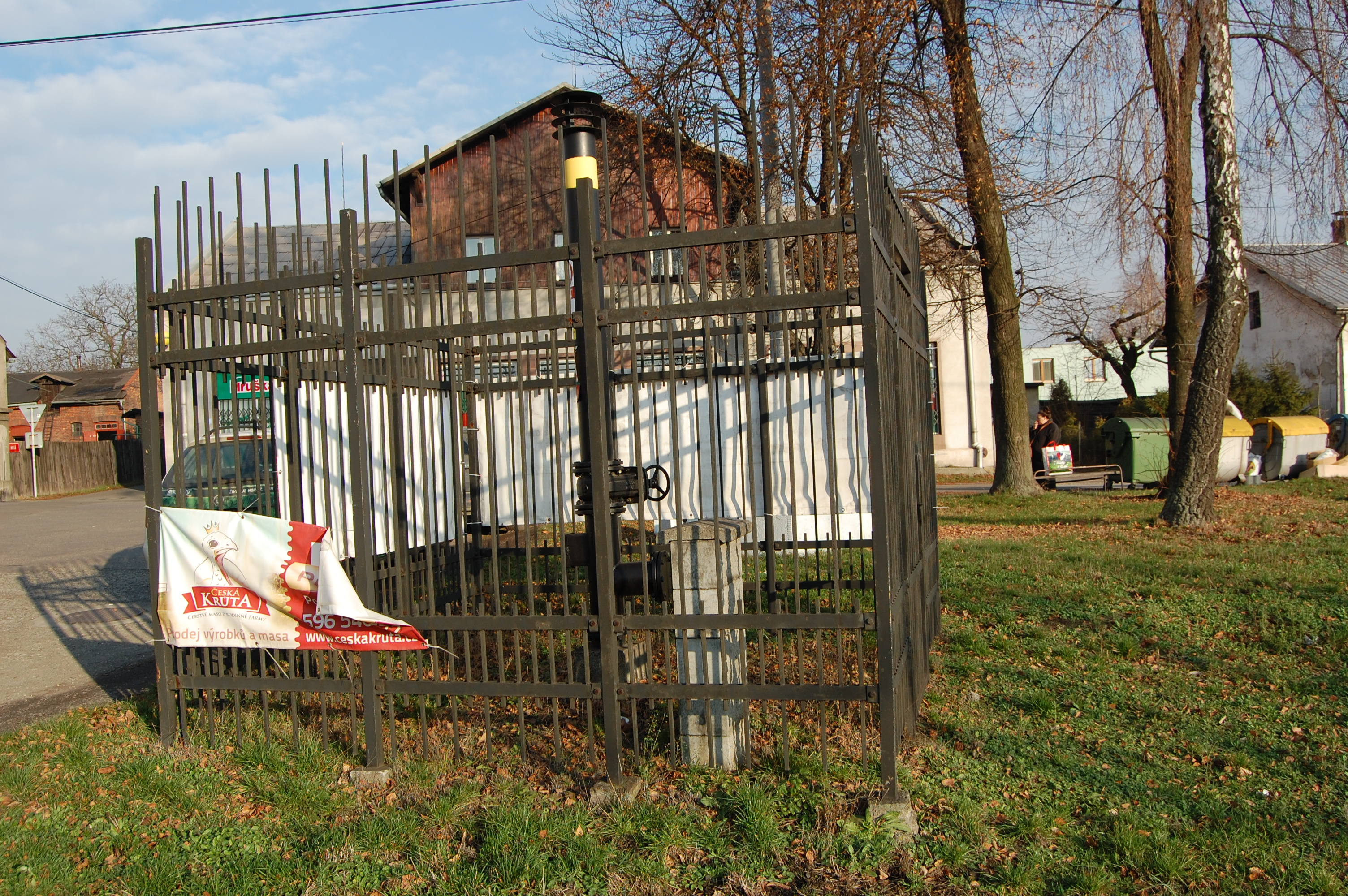
Jáma Martin I v Orlové-Porubě.
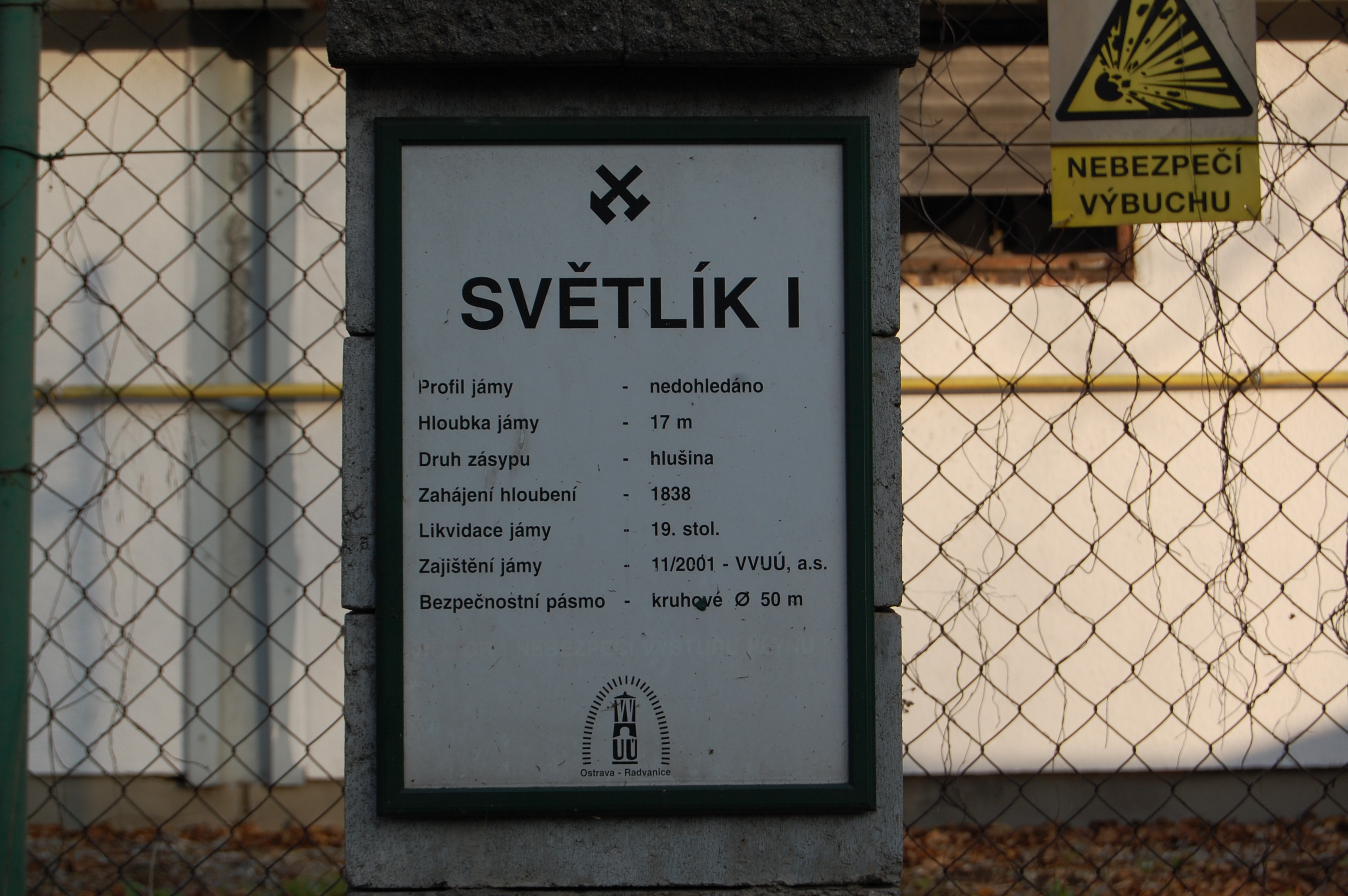
Světlík I, v Porubě (Orlová-Poruba), informační tabule
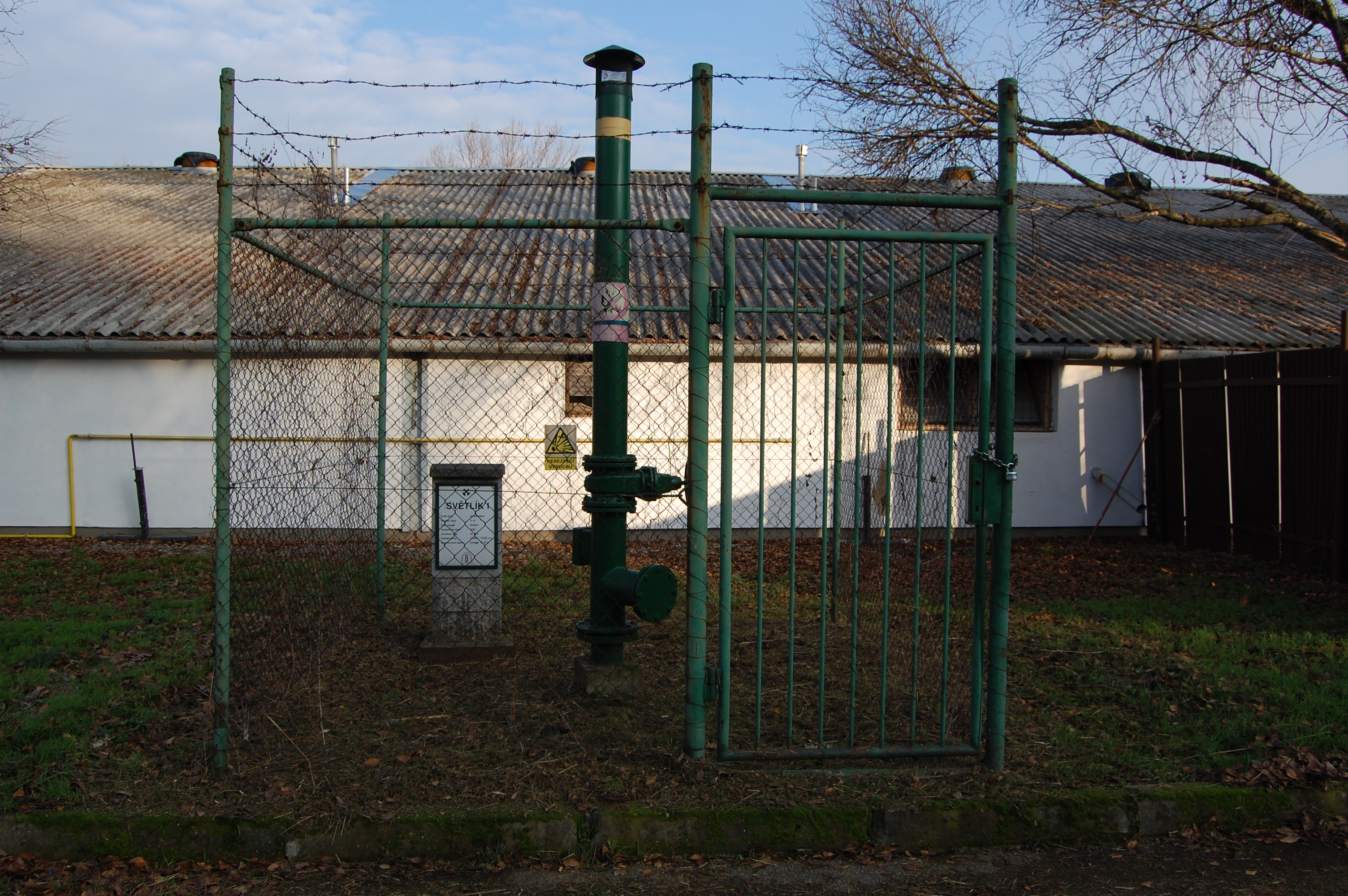
Světlík I v Porubě (Orlová-Poruba).